# Amsacta fuscosa
Amsacta fuscosa là một loài bướm đêm thuộc phân họ Arctiinae, họ Erebidae.